# Flamenc a Catalunya

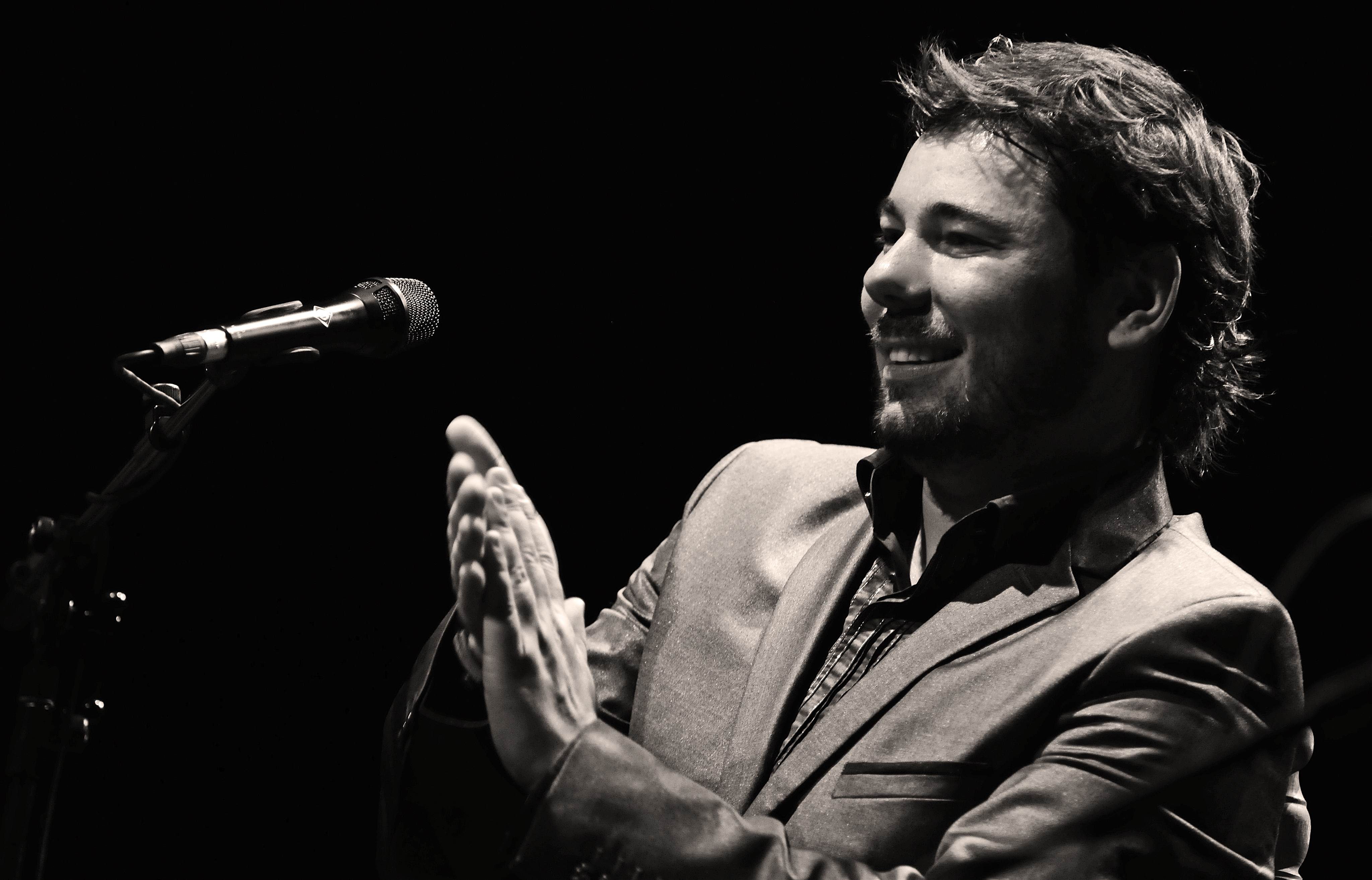
El cantaor Miguel Poveda en escena

El flamenc a Catalunya va començar a professionalitzar-se fa més d'un segle als cafès concert de Barcelona. Molt abans que emergissin grans figures del cante i de la guitarra com Mayte Martín, Miguel Poveda, Juan Manuel Cañizares i Juan Gómez Chicuelo, entre d'altres, de Catalunya també va sorgir la primera gran revolucionària del gènere: la bailaora Carmen Amaya.
La relació entre Catalunya i el flamenc no ha estat mai fàcil, però sí suficientment intensa i perllongada com per poder rebatre amb arguments fonamentats tots aquells que encara avui es neguen a acceptar el flamenc com un element integrat dins la cultura pròpia del país.

## Història

### Primeres manifestacions flamenques
La primera manifestació flamenca a Catalunya va ser l'estrena de l'obra La Gitanilla, al Teatre de la Santa Creu de Barcelona l'any 1827. El 1847, el Gran Teatre del Liceu va inaugurar temporada amb un final de festa on es van ballar rondeñas, malagueñas i jaleos. Hi ha documents que acrediten els recitals d'África Vázquez, La Peceña, al Café de la Alegría i el Café de la Unión i l'èxit dels concerts de Juan Breva acompanyat pel guitarrista català Miguel Borrull l'estiu del 1909.
En aquells anys, els lligams entre l'escena flamenca andalusa i catalana eren força evidents, com ho demostra l'obertura a Sevilla d'un Eden Concert, que sota la direcció de Juan Márquez organitzaria espectacles similars als de Barcelona. La Casa Macià, al carrer Arc del Teatre, que a partir del 1916 va canviar el seu nom pel de Villa Rosa, el Café Fornos al carrer Tallers, el Café de la Bolsa, el Café de la Mezquita i altres de més petits a la Barceloneta com el Café del Port, són alguns dels múltiples espais de Barcelona per on es prodigava el duende flamenc.
Més enllà de la capital catalana, altres ciutats petites i grans d'arreu del país com Tarragona, Sabadell i Santa Coloma de Queralt, entre d'altres, van mostrar-se receptives i van ajudar a difondre els espectacles flamencs.

### Durant la Renaixença
En plena Renaixença, pintors, escultors i músics catalans com Isidre Nonell, Ricard Canals, Josep Llovera, Ramon Casas, Felip Pedrell i Robert Gerhard van manifestar el seu interès per aquell art apassionat i visceral. Molts d'ells ho van plasmar en la seva obra i el poeta Joaquim Bartrina, fins i tot, va plantejar un estudi sobre els cants andalusos.
Com passava amb el jazz a l'altra banda de l'Atlàntic, els més puritans, defensors de la moral més integrista, consideraven el flamenc una expressió perversa que incitava al vici i a la degradació. D'altra banda, la intel·lectualitat més nostrada i conservadora s'expressava, a través de la publicació La Renaixença, en termes de conflicte bèl·lic: «Els bells cants de la terra han de ser l'arma principal per combatre el flamenquisme.»
Les campanyes antiflamenquistes, però, no van fer més que arrelar encara més el flamenc a Catalunya. Així, el 2 de novembre de 1913, va néixer a Barcelona una gitana que ben aviat es convertiria en la bailaora més genial de tots els temps: Carmen Amaya.

### Carmen Amaya
Criada a la vora del mar al barri de barraques del Somorrostro, Carmen Amaya va demostrar de ben petita que tenia un gran talent. Captivava tot aquell que la veia ballar i tots els cafès, bars i locals musicals de la ciutat se la disputaven, perquè el seu nom era garantia d'èxit. El seu art, que no coneixia rival, va conquerir el món, fins i tot Hollywood, que es va rendir als seus peus. Una de les seves últimes actuacions va ser a la pel·lícula Los Tarantos de Francesc Rovira-Beleta. L'any 1963 va morir d'una llarga malaltia que l'havia anat consumint. Amb la seva mort a la vila costanera de Begur, el flamenc s'acomiadava d'una de les més grans icones de filiació catalana.

### Anys 20 i 30
Durant els anys vint i trenta del segle xx, Barcelona es va convertir en la ciutat amb més locals i activitats flamenques després de Madrid. El gruix de la indústria discogràfica va decidir fixar la seu a la capital catalana i la mateixa tradició operística de la ciutat va donar una acollida molt especial a la modalitat de l'òpera flamenca. Empresaris escènics i els mateixos artistes van organitzar festivals i espectacles que acollien els millors artistes del gènere, des de José Cepero i Niño de Marchena fins a Manolo Caracol i Pastora Pavón, La Niña de los Peines. Cronistes com Josep Maria Planes, Ramon Pei i, sobretot, Sebastià Gasch, van deixar testimoni amb els seus escrits del fervor flamenc en què es trobava immersa la ciutat.

### Guerra Civil

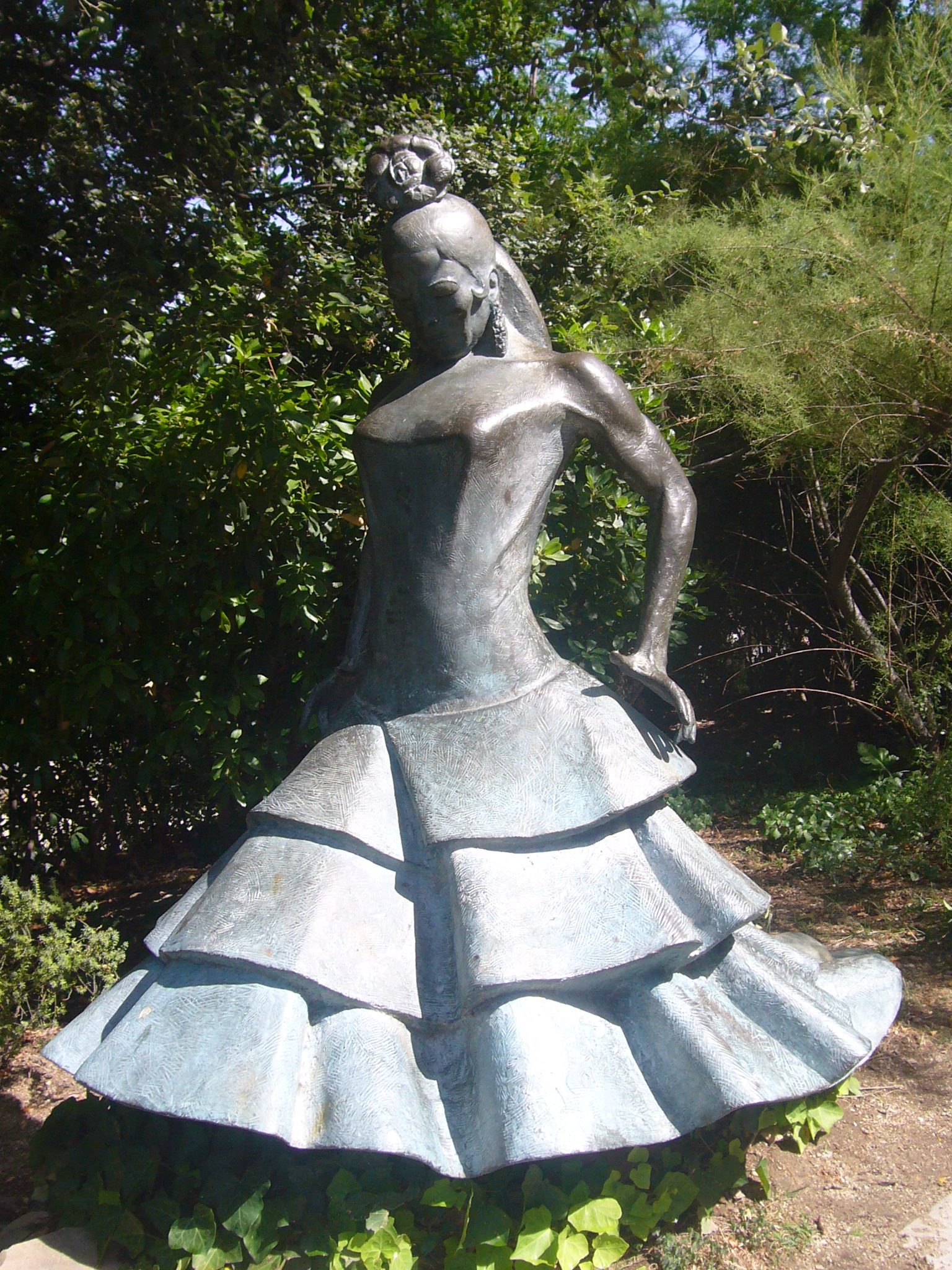
Escultura a Carmen Amaya als Jardins de Joan Brossa de Barcelona

L'esclat de la Guerra Civil Espanyola, l'any 1936, no tan sols va dividir la societat catalana sinó que va implicar una dolorosa fractura en la relació entre el flamenc i Catalunya. El règim franquista va voler imposar la cultura flamenca com a símbol de la identitat espanyola. Fruit de la manipulació i el reduccionisme a què el va sotmetre l'ideari franquista, el flamenc va quedar reduït a una expressió folkloriconacionalista. L'objectiu de la dictadura era crear una imatge que diferenciés Espanya, cada vegada més aïllada, de la resta d'Europa. Durant els anys de la postguerra, bona part del bàndol perdedor, igual que els derrotats de la resta de l'estat, no van poder evitar associar tot allò que emanés aires flamencs amb l'opressió i la manca de llibertat.
A mesura que el dictador no tenia més remei que obrir-se a Europa i abandonar les seves pretensions autàrquiques, es van començar a veure petites escletxes, que diferents col·lectius populars aprofitaven per recuperar unes senyes d'identitat que havien estat segrestades i, en molts casos, capgirades. Pel que fa al flamenc, Catalunya va veure com naixien les primeres penyes. Aficionats i estudiosos del gènere tenien molt clar que el flamenc era un art que no tenia res a veure amb el franquisme, sinó més aviat amb la capacitat d'uns artistes –cantaores, guitarristes i bailaores– per transmetre emoció i sentiment. El flamenc era una tradició nascuda a Andalusia que havia esdevingut un art universal.

### Primeres penyes
Al caliu de les penyes, els concursos i els festivals van ressorgir a Catalunya amb la voluntat decidida que la ultratjada cultura flamenca recuperés la dignitat. Va emergir una nova escena que va donar fruits de forma aclaparadora durant l'últim quart de segle i fins ben entrat el XXI. És del tot indiscutible l'important paper que va exercir el fenomen de la immigració del sud cap al nord. Durant la dècada dels cinquanta i seixanta, més d'un milió d'andalusos es van instal·lar al territori català amb el propòsit de trobar feina. Es van trobar un país on es parlava una llengua diferent, però amb una cultura farcida d'elements comuns que els van facilitar la vida i la integració en una nova realitat. Entre tots aquests elements hi havia un pòsit de cultura flamenca, que havia seguit el seu propi camí des de mitjan segle xix i que estava a punt d'engendrar alguns dels més exquisits nous valedors del gènere.

### Els 70

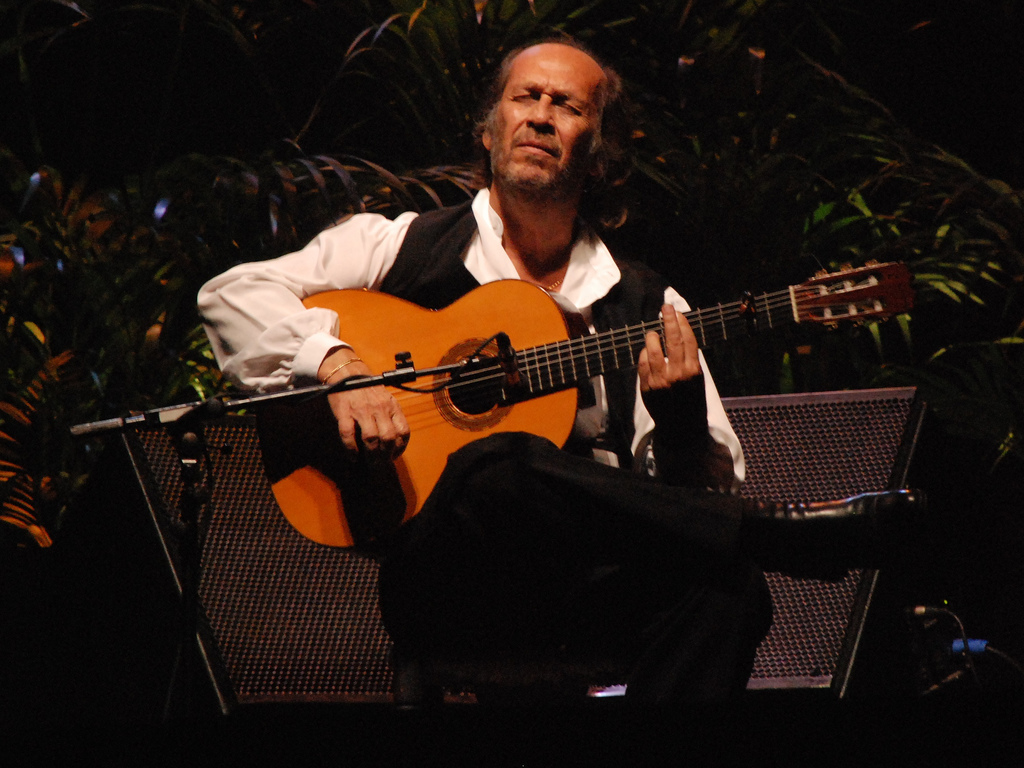
Paco de Lucia

Que el flamenc havia calat fins i tot entre els joves va quedar palès amb el moviment contracultural i llibertari que es va aplegar a l'entorn de l'anomenat so laietà. Músics com Toti Soler, que no dubtaria a marxar un temps a les coves de Jerez de la Frontera per rebre les lliçons en viva veu del mestre Diego del Gastor, i que poc després gravaria amb els germans Amador, Diego i Raimundo, el disc Lonely Fire. Van sorgir grups com Música Urbana, que combinava fragàncies flamenques dins el seu concepte de fusió, i músics com Carles Benavent que, una vegada integrat dins el sextet de Paco de Lucía, va incorporar la nova sonoritat del baix elèctric al so flamenc. Tots ells establien un nou i modern enllaç del flamenc amb Catalunya. Un lligam que tindria la seva escenificació al Canet Rock del 1975, que es va fer un lloc dins el cartell, amb l'actuació de la parella flamenca Lole y Manuel.

### Actualitat
Aquest vincle ha arribat fins als nostres dies amb un elenc d'artistes flamencs de primera línia de totes les modalitats. Nascuts a Catalunya, s'han alletat de la cultura flamenca des del bressol. Cantaores com Mayte Martín, Miguel Poveda, Montse Cortés, Blas Córdoba, Ginesa Ortega o Duquende, guitarristes com Rafael i Juan Manuel Cañizares, Juan Gómez 'Chicuelo', Juan Ramon Caro o Pedro Javier González i bailaoras com La Tani són alguns dels noms que en l'actualitat mantenen viva i activa la flama flamenca, que dona llum i esplendor a la cultura catalana.
Una flama que també ha incitat músics inquiets d'essència flamenca a fixar la seva residència a Catalunya, com és el cas del gadità Chano Domínguez i del seu concepte integrador de jazz flamenc. A banda de destacar noms i personatges, cal mencionar especialment la tasca que ha desenvolupat una escola com el Taller de Músics de Barcelona, que ha exercit de plataforma i planter de la majoria d'aquests artistes. El seu programa d'estudis desmitifica la idea que el flamenc és un art que només es pot transmetre per via genètica i racial.